# Antigama
Antigama ist eine polnische Grindcore-Band aus Warschau, die im Jahr 2000 gegründet wurde.

## Geschichte
Die Band wurde Ende 2000 von dem Gitarristen Sebastian Rokicki und dem Schlagzeuger Krzysztof „Sivy“ Bentkowski gegründet. Kurze Zeit später stießen der Sänger Łukasz Myszkowski und der Bassist Maciej Moruś aka „Macio Moretti“ hinzu. Kurz darauf nahm die Band ihr Debütalbum Intellect Made Us Blind auf. Im September 2001 ging die Gruppe zusammen mit den polnischen Damnable und den Italienern von The Brainwash auf Tournee. Nachdem Michał Pietrasik als neuer Bassist zur Band gekommen war, nahm die Gruppe eine Split-Veröffentlichung zusammen mit Agathocles auf. Antigamas Anteil bestand aus Coverversionen von der polnischen Hardcore-Punk-Band Siekiera. Danach ging die Gruppe zusammen mit den Italienern Nefas und Bastard Saints sowie den polnischen Bands Pignation und Toxic Bonkers auf Tournee. Als Vorgeschmack für das nächste Album nahm die Gruppe im Januar 2003 das Demo Promo 2003 auf, das drei Lieder enthielt, eines davon eine Coverversion von Godfleshs Anything Is Mine. Im Juli erschien eine Split-Veröffentlichung zusammen mit Deranged Insane. Im September ging die Gruppe dann auf eine weitere Tour zusammen mit Third Degree und Pignation. Währenddessen wurden die Lieder Fala und Intellect Made Us Blind von der italienischen Electro-Band The Seed neu abgemischt, jedoch erst 2005 veröffentlicht. Im Jahr 2004 begann die Band mit einer zehntägigen Tour, an der die Band täglich einen Auftritt abhielt. An der Tour nahm auch die Band Deformed teil. Im April erschien über Antiself Records eine Split-Veröffentlichung zusammen mit der australischen Band Open Wound. Kurz darauf erschien das zweite Album Discomfort bei Extremist Records, das unter der Leitung von Szymon Czech im Selani Studio in Olsztyn aufgenommen worden war. Im Juni nahm die Band 6 neue Lieder für eine Split-Veröffentlichung mit Third Degree und Herman Rarebell auf, die über Selfmadegod Records erschien. Danach spielte die Band auf dem Obscene Extreme. Im März 2005 nahm die Band das dritte Studioalbum Zeroland, das über Selfmadegod Records erschien. Das Label wiederveröffentlichte zudem Discomfort, das Bonuslieder, sowie ein Video zu Flies enthielt. Die Wiederveröffentlichung erschien im August über Selmadegod Records und Fast and Furious Records. Anfang September spielte die Band auf dem Giants of Grind Festival in Deutschland, ehe im November Zeroland veröffentlicht wurde. Im März 2006 spielte die Band auf dem Metalmania, ehe sie im April zusammen mit Keitzer auf Tour durch Deutschland ging. Nachdem die Band einen Vertrag bei Relapse Records unterzeichnet hatte, begann sie mit den Arbeiten zum nächsten Alben. Währenddessen erschien im Juni 2006 über Deformeathing Production eine weitere Split-Veröffentlichung, diesmal unter dem Namen Roots of Chaos zusammen mit Deformed. Antigamas Anteil bestand aus einem einzigen, 12-minütigen Song namens Psicobambola. Im Dezember 2006 nahm die Band das Album Resonance im Studio X in Olsztyn auf. Im März 2007 erschien über Selfmadegod Records eine Split-Veröffentlichung zusammen mit Drugs of Faith. Der Tonträger enthielt zwei neue Lieder, sowie eine Coverversion von Goblins Zombi. Das erste neue Material, das unter der Leitung von Relapse Records im Studio aufgenommen worden war, erschien auf der Split-Veröffentlichung Slimewave Series, auf der auch Rot zu hören war. Resonance wurde im Mai 2007 veröffentlicht. Kurz danach erschien eine weitere Split-Veröffentlichung, zusammen mit Pig Destroyer und Coldworker, sowie eine japanische Version von Resonance mit dem Bonuslied Zoom. Im Juli spielte die Band zusammen mit Anna Zaradny im Warschauer Aurora Club. Kurz danach spielte die Band, ebenfalls in Warschau, auf dem Tory Festival, das unter einer Brücke stattfand. Im Oktober ging es zusammen mit Nyia und Blindead auf Tour, an der Michał „Mike“ Zybert als neuer Bassist beteiligt war. Danach erschien mit Nyia eine Split-Veröffentlichung über Selmadegod Records. In den folgenden Jahren schlossen sich neben zahlreichen weiteren Tonträgern die Studioalben Warning (Relapse Records) im Jahr 2009 und Meteor (Selfmadegod Records) im Jahr 2013 an. In ihrem bisherigen Bestehen spielte die Band zudem noch unter anderem mit weiteren Bands wie Napalm Death, Fuck the Facts, Nasum, Complete Failure, Today Is the Day, Dying Fetus, Extreme Noise Terror, Misery Index, Rotten Sound, Cephalic Carnage, Trap Them, Cattle Decapitation, The Red Chord, Phobia, Brutal Truth und Cannabis Corpse.

## Stil
Laut Eduardo Rivadavia von Allmusic hat die Band anfangs eine aggressive und schnelle Mischung aus Grind- und Mathcore gespielt und auch in den Folgejahren sei die Band technisch extrem anspruchsvoll geblieben. Thomas Strater vom Metal Hammer bezeichnete die Musik auf Warning als progressiven Grindcore, da die Musik sehr komplex sei. Die klingenden E-Gitarren würden leicht an Voivod erinnern. Der Gesang klinge „aggressiv und dreckig“.

## Diskografie
- Sweet Little Single (Demo, 2001, Eigenveröffentlichung)
- Intellect Made Us Blind (Album, 2002, The Flood Records)
- Promo 2003 (Demo, 2003, Eigenveröffentlichung)
- Siekiera / Destination Death (Split mit Jan AG, 2003, Dywizja Kot)
- East Clintwood / Human Shit (Split mit Deranged Insane, 2004, Mortville Noise Records)
- Blastasfuck (Split mit Open Wound, 2004, Antiself Production)
- Discomfort (Album, 2004, Extremist Records)
- The World Will Fall Soon and We All Will Die (Split mit Third Degree, 2004, Selmadegod Records)
- Radiation Sickness / Thirteen Stabwounds (Split mit Bastard Saints, 2005, Antiself Production)
- Zeroland (Album, 2005, Selfmadegod Records)
- Roots of Chaos (Split mit Deformed, 2006, Deformeathing Production)
- Antigama / Drugs of Faith (Split mit Drugs of Faith, 2007, Selmadegod Records)
- Slimewave Series Volume 3 (Split mit Rot, 2007, Relapse Records)
- Pig Destroyer / Coldworker / Antigama (Split mit Pig Destroyer und Coldworker, 2007, Relapse Records)
- Resonance (Album, 2007, Relapse Records)
- Antigama / Nyia (Split mit Nyia, 2007, Selfmadegod Records)
- Warning (Album, 2009, Relapse Records)
- 9 Psalms of an Antimusic to Come (Split mit Psychofagist, 2012, Subordinate Records)
- Stop the Chaos (EP, 2012, Selfmadegod Records)
- Stop the Chaos – Remixes (EP, 2013, Selfmadegod Records)
- Meteor (Album, 2013, Selfmadegod Records)
- Antigama / The Kill / Noisear (Split mit Noisear und The Kill, 2013, Selfmadegod Records)